# Ceriodaphnia rigaudi
Ceriodaphnia rigaudi är en kräftdjursart som beskrevs av Richard 1894. Ceriodaphnia rigaudi ingår i släktet Ceriodaphnia och familjen Daphniidae. Inga underarter finns listade i Catalogue of Life.